# Mandato apostólico universal

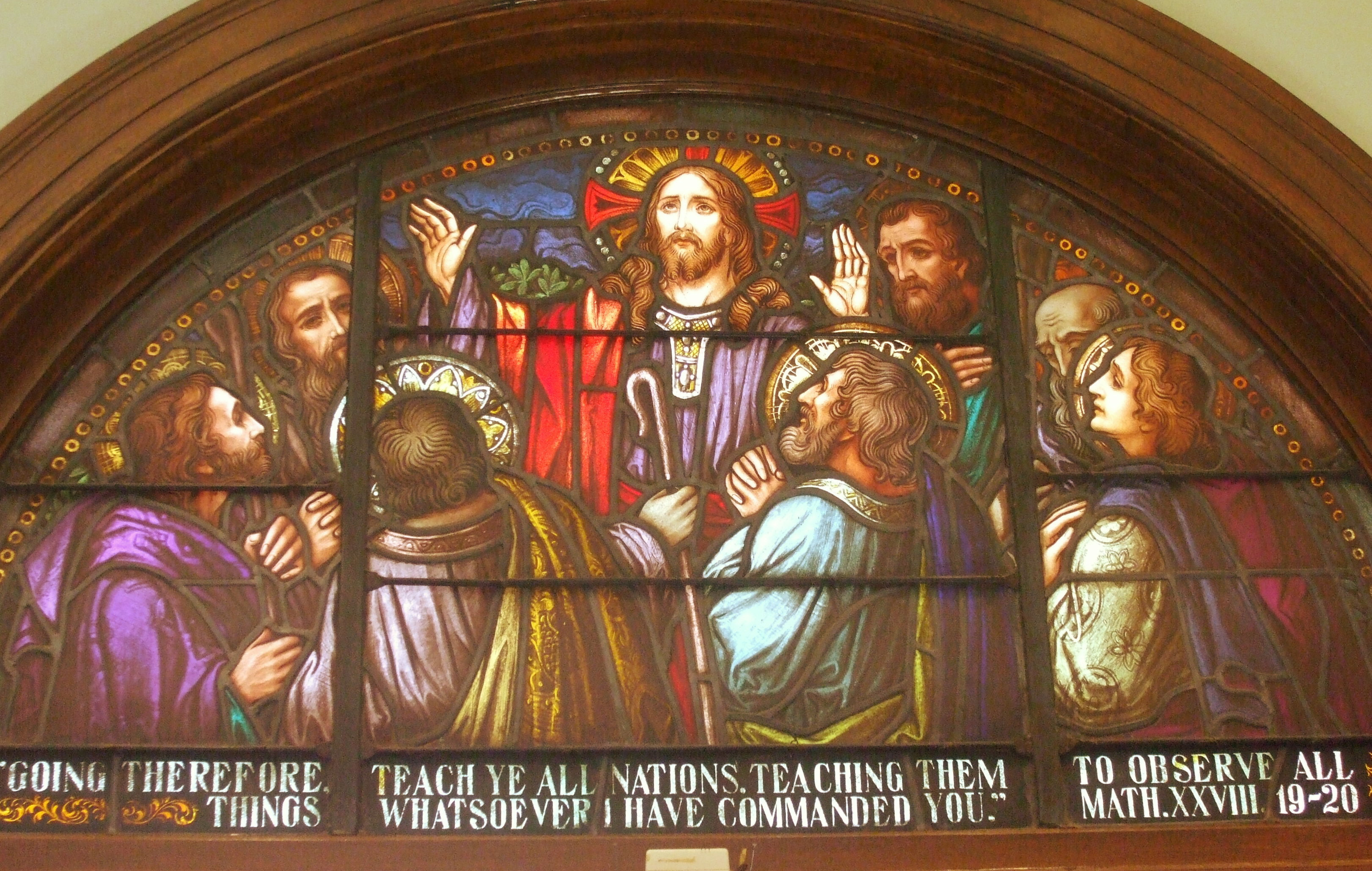
La Gran Comisión, vitral, Catedral de San Patricio, Texas.

En el cristianismo, la Gran Comisión es la instrucción del resucitado Jesucristo a sus apóstoles, comisionándoles a propagar las buenas noticias de salvación, a hacer discípulos de todas las naciones y a enseñarles a guardar sus mandamientos La versión más famosa de la Gran Comisión es Mateo 28:18-20, donde en una montaña en Galilea Jesús conmina a sus seguidores a bautizar a todas las naciones en el nombre del Padre, del Hijo y del Espíritu Santo.
Únicamente el Evangelio de Mateo registra una comisión menor anterior, solamente para los Doce Apóstoles, en Mateo 10:5-15, y dirigida únicamente a «las ovejas perdidas de la casa de Israel», realizada durante la vida terrenal de Jesús, guardando similitud pero distinta a los episodios de la comisión de los Doce Apóstoles que se encuentran en los otros evangelios sinópticos. Lucas también presenta a Jesús enviando discípulos durante su ministerio, enviándolos a todas las naciones y dándoles poder sobre los demonios, incluyendo a los Setenta discípulos. Se cree que la dispersión de los Apóstoles, en el final tradicional de Marcos, es un sumario del siglo II basado en Mateo y Lucas.
Se ha convertido en un principio en la teología cristiana enfatizando el ministerio, la obra misionera, el evangelismo y el bautismo. Se dice que los Apóstoles se dispersaron desde Jerusalén y fundaron las Sedes Apostólicas. Los preteristas creen que la Gran Comisión y otras profecías bíblicas se cumplieron en el siglo I, mientras los futuristas creen que la profecía bíblica se cumplirá en la Segunda Venida de Cristo.
Algunos eruditos del Jesús histórico generalmente descartan la Gran Comisión como el reflejo de no las palabras de Jesús, sino más bien de la comunidad cristiana en la que fue escrito cada evangelio. Algunos estudiosos, como John Dominic Crossan, afirman que Jesús realizó una comisión a los apóstoles durante su vida, como se informa en los Evangelios. Otros, sin embargo, consideran incluso estas comisiones menores como una invención cristiana en lugar de la historia.

## Historia
No se sabe quién acuñó el término «La Gran Comisión». Es probable que fuera utilizado por primera vez como un resumen para el pasaje por el misionero holandés Justinian von Welz. Sin embargo, fue popularizada por Hudson Taylor.
Estudiosos como Eduard Riggenbach (en Der Trinitarische Taufbefehl) y J. H. Oldham et al. (en The Missionary Motive) afirman que incluso el propio concepto no existió sino hasta después del año 1650, y que Mateo 28:18-20 fue interpretado tradicionalmente como habiendo sido dirigido únicamente a los discípulos de Jesús vivos en aquella época (inclusive en un número de hasta 500) y, como fue realizado por ellos y cumplido, no es una obligación permanente para las generaciones posteriores.

## Relatos del Nuevo Testamento
La versión más conocida de la Gran Comisión se encuentra en Mateo 28:16-20. 
- Según san Mateo (28; 16-20)

Pero los once discípulos se fueron a Galilea, al monte donde Jesús les había ordenado. Y cuando le vieron, le adoraron; pero algunos dudaban. Y Jesús se acercó y les habló diciendo: Toda potestad me es dada en el cielo y en la tierra. Por tanto, id, y haced discípulos a todas las naciones, bautizándolos en el nombre del Padre, y del Hijo, y del Espíritu Santo; enseñándoles que guarden todas las cosas que os he mandado; y he aquí yo estoy con vosotros todos los días, hasta el fin del mundo.

- Según san Marcos (16; 14-18)

Por último, se apareció a los once cuando estaban a la mesa y les reprochó su incredulidad y dureza de corazón, porque no creyeron a los que lo habían visto resucitado. Y les dijo: —Id al mundo entero y predicad el Evangelio a todo lo creado. El que crea y sea bautizado será salvado; pero el que no crea será condenado. A los que crean acompañarán estos signos: en mi nombre expulsarán demonios, hablarán lenguas nuevas, agarrarán serpientes con las manos y, si bebieran algún veneno, no les dañará; impondrán las manos sobre los enfermos y quedarán curados..

- Según san Lucas (24; 44-49)

Entonces les abrió el entendimiento para que comprendiesen las Escrituras. Y les dijo: —Así está escrito: que el Cristo tiene que padecer y resucitar de entre los muertos al tercer día, y que se predique en su nombre la conversión para perdón de los pecados a todas las gentes, comenzando desde Jerusalén. Vosotros sois testigos de estas cosas. Y sabed que yo os envío al que mi Padre ha prometido. Vosotros permaneced en la ciudad hasta que seáis revestidos de la fuerza de lo alto.

- Según san Juan (20; 19-23)

Al atardecer de aquel día, el siguiente al sábado, con las puertas del lugar donde se habían reunido los discípulos cerradas por miedo a los judíos, vino Jesús, se presentó en medio de ellos y les dijo: —La paz esté con vosotros. Y dicho esto les mostró las manos y el costado. Al ver al Señor, los discípulos se alegraron. Les repitió: —La paz esté con vosotros. Como el Padre me envió, así os envío yo. Dicho esto sopló sobre ellos y les dijo: —Recibid el Espíritu Santo; a quienes les perdonéis los pecados, les son perdonados; a quienes se los retengáis, les son retenidos.

En Lucas, Jesús envía a sus discípulos a predicar el arrepentimiento y el perdón, y promete que tendrán el poder divino. En Juan, Jesús dice a los discípulos que tendrán el Espíritu Santo y la autoridad para perdonar los pecados y de retener el perdón. En Hechos, Jesús promete a sus discípulos que serían llenos del Espíritu Santo. Todos estos pasajes se componen como palabras de Cristo pronunciadas después de su resurrección.
Según algunos críticos, en Marcos, Jesús jamás habla con sus discípulos después de su resurrección. Argumentan que el evangelio original de Marcos termina en el versículo Marcos 16:8 con las mujeres saliendo de la tumba (Marcos 16).
El llamado a ir al mundo en Mateo 28 está prologado apenas cuatro capítulos antes, cuando Jesús afirma que el mensaje del Evangelio será escuchado por los representantes de todas las naciones, y en ese momento vendrá el fin.

## Interpretación de la Iglesia católica
Los cuatro evangelistas recuerdan la dificultad de los Apóstoles para aceptar la resurrección de Jesús. Marcos es más explícito que Mateo, que sólo recoge un breve apunte: «No es cosa grande creer que Cristo murió. Esto también lo creen los paganos, los judíos (…). Todos creen que Cristo murió. La fe de los cristianos consiste en creer en la resurrección de Cristo. Tenemos por grande creer que Cristo resucitó».  Al decirJesús que «Se me ha dado toda potestad en el cielo y la tierra» se hace notar la omnipotencia, como atributo exclusivo de Dios, también lo es de Jesucristo resucitado. Las palabras del Señor evocan un pasaje del libro de Daniel en el que se anuncia que tras los reinos que pasan, vendrá un hijo de hombre al que «se le dio dominio, honor y reino. Y todos los pueblos, naciones y lenguas le sirvieron. Su dominio es un dominio eterno que no pasará; y su reino no será destruido» (Dn 7,14). Y Jesús es ese Hijo del Hombre que por sus padecimientos mereció la glorificación. «Haced discípulos a todos los pueblos, bautizándolos en el nombre del Padre y del Hijo y del Espíritu Santo; y enseñándoles a guardar todo cuanto os he mandado» (vv. 19-20). La primera misión a los Doce tenía como destino la  casa de Israel y como motivo de predicación la cercanía del Reino de los Cielos (10,7). Ahora, los Once son enviados al universo entero, y la misión supone el Bautismo en el nombre de las tres divinas personas(v. 19) y la enseñanza de los preceptos del Señor (v. 20). 
La salvación se alcanza por la pertenencia a la Iglesia, y esa pertenencia se manifiesta en el cumplimiento de los mandamientos: «Es muy grande el premio que proporciona la observancia de los mandamientos. Y no sólo aquel mandamiento, el primero y el más grande, (…) sino que también los demás mandamientos de Dios perfeccionan al que los cumple, lo embellecen, lo instruyen, lo ilustran, lo hacen en definitiva bueno y feliz. Por esto, si juzgas rectamente, comprenderás que has sido creado para la gloria de Dios y para tu eterna salvación, comprenderás que éste es tu fin, que éste es el objetivo de tu alma, el tesoro de tu corazón. Si llegas a este fin, serás dichoso; si no lo alcanzas, serás un desdichado»  «Y sabed que yo estoy con vosotros todos los días hasta el fin del mundo». En el Antiguo Testamento se narra cómo Dios estaba en medio de su pueblo, y cómo prometía a sus elegidos que estaría con ellos en sus empresas y que por tanto tendrían éxito y otros 
La frase evangélica indica que el destinatario de su mensaje es la Iglesia entera. Por eso, en la tarea de la evangelización el cristiano no está solo; Él es el Emmanuel, el «Dios–con–nosotros» (1,23), y, como Dios, con su poder, permanece con nosotros hasta el fin de los tiempos. «Aunque no es propio de esta vida, sino de la eterna, el que Dios lo sea todo en todos, no por ello deja de ser ahora el Señor huésped inseparable de su templo que es la Iglesia, de acuerdo con lo que Él mismo prometió al decir: Sabed que yo estoy con vosotros todos los días, hasta el fin del mundo. Por ello, todo cuanto el Hijo de Dios hizo y enseñó para la reconciliación del mundo, no sólo podemos conocerlo por la historia de los acontecimientos pasados, sino también sentirlo en la eficacia de las obras presentes» 

## Otras interpretaciones
La comisión de Jesús ha sido interpretada por los cristianos evangélicos en el sentido de que sus seguidores tienen la obligación de ir, enseñar y bautizar. Aunque el comando fue inicialmente dado directamente solamente a once apóstoles restantes de Cristo, la teología cristiana evangélica ha interpretado normalmente la comisión como una directiva a todos los cristianos de todo tiempo y lugar, sobre todo porque parece ser una reformulación de la última parte de la alianza de Dios con Abraham en Génesis 12:3.
Los comentaristas a menudo contrastan con la Gran Comisión con la Comisión limitada anterior de Mateo 10:5-42, restringiendo su misión a sus compatriotas judíos, que son referidos por Jesús como «las ovejas perdidas de la casa de Israel».
Los  preteristas creen que la Gran Comisión ya se cumplió, basándose en los pasajes del Nuevo Testamento:
- «Y ellos, saliendo, predicaron en todas partes» (Marcos 16:20).
- «la esperanza del evangelio que habéis oído, el cual se predica en toda la creación que está debajo del cielo» (Colosenses 1:23).
- «Y al que puede confirmaros según mi evangelio y la predicación de Jesucristo, según la revelación del misterio que se ha mantenido oculto desde tiempos eternos, pero que ha sido manifestado ahora, y que por las Escrituras de los profetas, según el mandamiento del Dios eterno, se ha dado a conocer a todas las gentes para que obedezcan a la fe» (Romanos 16:25-26).

Los críticos textuales resaltan que la parte de Marcos 16 que registra la comisión no se encuentra en dos de los manuscritos griegos más antiguos del Nuevo Testamento, el Codex Vaticanus Graecus 1209 y el Codex Sinaiticus.
El artículo de la Enciclopedia Judaica «Gentiles: Gentiles May Not Be Taught the Torah» [Gentiles: Los gentiles no pueden ser instruidos en la Torá] afirma:
R. Emden (יעב"ץ), en una apología notable del cristianismo que figura en el apéndice de Olam Seder (pp. 32b-34b, Hamburgo, 1752), da su opinión de que la intención original de Jesús, y en especial de Pablo, era para convertir solamente a los gentiles a las siete leyes morales de Noé y dejar que los judíos siguieran la ley mosaica, lo que explica las aparentes contradicciones en el Nuevo Testamento respecto a las leyes de Moisés y el sábado.